# Pterostylis melagramma
Pterostylis melagramma är en orkidéart som beskrevs av David Lloyd Jones. Pterostylis melagramma ingår i släktet Pterostylis och familjen orkidéer. Inga underarter finns listade i Catalogue of Life.

## Bildgalleri

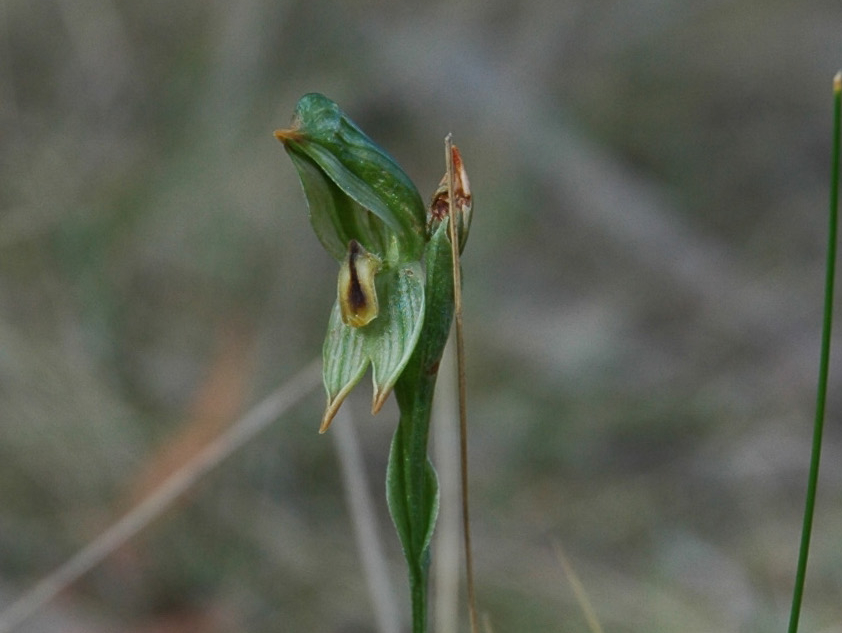